# Kun Lajos
Kun Lajos (Békés, 1958. június 2. – Békés, 2019. június 12. vagy előtte) magyar labdarúgó, csatár.

## Pályafutása
Szülővárosában kezdte a labdarúgást. 1978 és 1980 között a Szegedi Dózsa labdarúgója volt. 1980 és 1990 között a SZEOL AK játékosa volt. Az élvonalban 1981. augusztus 15-én mutatkozott be az Újpesti Dózsa ellen, ahol csapata 1–0-s vereséget szenvedett. Sorkatonai szolgálata alatt kölcsönben szerepelt az 1982–83-as idényben a mezőtúri H. Szabó Lajos SE, az 1983–84-es idényben a Bp. Honvéd csapatában. Utóbbiban egy élvonalbeli mérkőzésen lépett pályára és ezzel tagja volt a bajnokcsapatnak. 1990 májusa és 1991 tavasza között egy alacsonyabb osztályú belga csapatban szerepelt. Az 1991–92-es idényre visszatért Szegedre. Az élvonalban összesen 81 alkalommal szerepelt és 29 gólt szerzett. Az NB II-ben 205 mérkőzésen 73 gólt ért el. 1992 és 1997 között még játszott a Szegedi VSE, a Kübekháza és a Ferencszállás csapataiban mielőtt végleg befejezte az aktív labdarúgást.

## Sikerei, díjai
- Magyar bajnokság
  - bajnok: 1983–84